# Fatata te Miti
Fatata te miti (« Au bord de la mer » en tahitien) est une huile sur toile du peintre français Paul Gauguin réalisée en 1892. Actuellement conservé à la National Gallery of Art à Washington DC, ce tableau représente deux Tahitiennes en train de se baigner.
D'abord acquis par Ernest Rouart, ce tableau a ensuite été possédé par Chester Dale qui a légué sa collection d'art à la National Gallery of Art de Washington DC en 1962.

## Description
Le tableau représente deux Tahitiennes vues de dos se baignant dans l'océan, tandis qu'un homme pêche au harpon en arrière-plan.
Il illustre l'image romantique des Tahitiens rendue célèbre par Le mariage de Loti de Pierre Loti : dans ce roman, Loti décrit les activités de sa fiancée tahitienne ainsi : « Ses occupations étaient fort simples : la rêverie, le bain, le
bain surtout. ».
Les femmes du tableau ôtent leurs pareos pour se baigner nues, apparemment indifférentes à la proximité du pêcheur ; c'est l'illustration du paradis tropical libéré que Gauguin avait espéré trouver, alors qu'en réalité, la culture polynésienne a été métamorphosée par les missionnaires occidentaux qui ont imposé leur religion et leurs valeurs aux insulaires,,.

## Analyse
Paul Gauguin a peint Fatata te miti en 1892, lors de son premier voyage à Tahiti. Tout comme Vahine no te vi réalisé à la même période, c'est un exemple des quelques scènes de genre simples que Gauguin a peintes dès l'installation de son atelier dans une cabane traditionnelle en bambou à Mataiea, dans le district de Papeari. Néanmoins, comme l'a précisé la biographe de Gauguin Nancy Mowll Mathews, ces tableaux ne représentent pas ce qu'il a effectivement vu mais plutôt transforment l'ordinaire et le mondain en une vision exotisée de la vie sur l'île. Une autre peinture, Arearea no varua ino, réalisée peu de temps après le retour de Gauguin à Paris, semble représenter le même paysage et montre l'introduction d'éléments symbolistes dans la peinture de genre. Le même arbre apparaît dans Parau na te varua où il divise la scène en deux zones distinctes.
Le thème des nymphes batifolant dans les vagues est une tradition de l'Âge d'Or plusieurs fois représentée par les artistes, de Titien et Gustave Courbet au contemporain de Gauguin Edgar Degas. Gauguin, fasciné par le thème, a travaillé dessus une première fois en 1885 avec ses Baigneuses à Dieppe avant de le reprendre en 1889 avec Dans les flots - Ondine, qui fut son tableau phare lors de l'Exposition Volpini,.
Gauguin utilise les couleurs intenses des tropiques pour évoquer les plaisirs sensuels, comme des roses et des mauves pour colorer le sable qui était en réalité noir. La technique employée du cloisonnisme, qui consiste à appliquer de la couleur pure (non mixée) en aplats délimités par des contours sombres, avait été développée par Gauguin en Bretagne. Stephen F. Eisenman a noté que dans ce tableau comme dans d'autres similaires, Gauguin a placé des aplats de couleurs complémentaires et adjacentes côte à côte pour suggérer un intermédiaire coloré, pour refléter le fait que les binarités, comme l'univers moral et l'univers physique, sont réconciliables[pas clair].
Pour augmenter leur luminosité et mettre en valeur leur brillance, Gauguin appliquait une fine couche de cire transparente sur la surface de ses premières peintures tahitiennes.